# Хуан Доминго Перон
Хуан Доминго Перон (шп. Juan Domingo Perón; Лобос, 8. октобар 1895 — Оливос, 1. јул 1974) је био аргентински генерал и председник од 1946. године до 1955. године и од 1973. године до 1974. године. Перона је са власти 1955. године оборила војна хунта. После државног удара, отишао је из Аргентине и до 1973. године живео у иностранству. У земљу се вратио 1973. године, када је формирана перонистичка влада Хектора Кампоре и поново је изабран за председника. По повратку у земљу поново изабран за председника и био на челу државе до смрти 1974. године. После његове смрти 1974. године положај председника преузела је његова супруга Изабела Перон.

## Биографија
Перон је одрастао у сеоској породици, а са 16 година се уписао на војну академију и након тога брзо напредовао у редовима аргентинске војске. Био је војни аташе у Мусолинијевој Италији 30-их година, где је развио склоност према фашизму.
Године 1943. учествовао је у војном удару против владе Рамона Кастиља и учествовао у пучистичкој влади. Крајем 1945. се разишао са пучистима, био присиљен на оставку и краће време ухапшен. Међутим, популарност његове тадашње супруге Еве Перон и синдикалне демонстрације су натерале властодршце да га ослободе, а године 1946. је победио на председничким изборима.
Перон је као председник увео низ реформи с циљем национализације индустрије, смањења утицаја страних — првенствено британских компанија — на политику земље, те побољшања социјалног положаја најсиромашнијих слојева. Перонова идеологија — коју је описивао као трећи пут између социјализма и капитализма — данас се назива перонизам.
Перон је за председника изабран 1946. године, али се након смрти Еве нашао све више политички изолован. Године 1955. је збачен у војном удару и протеран у Шпанију.
Када је у Аргентини након осамнаест година поновно успостављена демократија, Перон се вратио и глатко победио на изборима. Међутим, био је тешко болестан и није био у стању спречити све крвавије обрачуне између леве и десне фракције својих присталица.
Након смрти га је наследила супруга Изабела Перон.

## Контроверзе
Након завршетка Другог светског рата, Аргентина је постала популарно склониште за нацисте, од којих су неки били под Пероновом заштитом. У Аргентину су се пребацивали преко тзв. пацовских канала из Европе. Неки од њих били су Јозеф Менгеле (стигао 1949) и Адолф Ајхман (1950). У Аргентини су уточиште нашли и функционери марионетских режима, попут Анте Павелића, који је до одласка у Франкову Шпанију 1957. године био Перонов саветник за безбедност. Бегунци су обично добиjали фалсификоване пасоше у аргентинском конзулату у Барселони.